# Campeonato Mundial de Balonmano Femenino Juvenil
El Campeonato Mundial de Balonmano Femenino en categoría Juvenil está organizado por la IHF desde el año 2006. En él pueden participar jugadoras sub 18 de los países clasificados.

## Ediciones
| N.º  | Año  | Sede                 | Oro           | Plata         | Bronce        |
| ---- | ---- | -------------------- | ------------- | ------------- | ------------- |
| I    | 2006 | Canadá               | Dinamarca     | Corea del Sur | Rumania       |
| II   | 2008 | Eslovaquia           | Rusia         | Serbia        | Dinamarca     |
| III  | 2010 | República Dominicana | Suecia        | Noruega       | Países Bajos  |
| IV   | 2012 | Montenegro           | Dinamarca     | Rusia         | Noruega       |
| V    | 2014 | Macedonia            | Rumania       | Alemania      | Dinamarca     |
| VI   | 2016 | Eslovaquia           | Rusia         | Dinamarca     | Corea del Sur |
| VII  | 2018 | Polonia              | Rusia         | Hungría       | Corea del Sur |
| VIII | 2020 | Croacia              | No se disputó |               |               |
| VIII | 2022 | Macedonia del Norte  | Corea del Sur | Dinamarca     | Hungría       |
| IX   | 2024 | China                | España        | Dinamarca     | Hungría       |

## Medallero
- Actualizado hasta China 2024[2]

| Núm.  | País          | Oro | Plata | Bronce | Total |
| ----- | ------------- | --- | ----- | ------ | ----- |
| 1     | Rusia         | 3   | 1     | 0      | 4     |
| 2     | Dinamarca     | 2   | 3     | 2      | 7     |
| 3     | Corea del Sur | 1   | 1     | 2      | 4     |
| 4     | Rumania       | 1   | 0     | 1      | 2     |
| 5     | Suecia        | 1   | 0     | 0      | 1     |
|       | España        | 1   | 0     | 0      | 1     |
| 7     | Hungría       | 0   | 1     | 2      | 3     |
| 8     | Noruega       | 0   | 1     | 1      | 2     |
| 9     | Alemania      | 0   | 1     | 0      | 1     |
|       | Serbia        | 0   | 1     | 0      | 1     |
| 11    | Países Bajos  | 0   | 0     | 1      | 1     |
| Total | Total         | 9   | 9     | 9      | 27    |